# Mordecai Kaplan
Pour les articles homonymes, voir Kaplan.
Mordecai Menahem Kaplan (11 juin 1881–8 novembre 1983) était rabbin et philosophe. Ses idées sont à la base du judaïsme reconstructionniste.

## Biographie
Mordecai Kaplan naît en Lituanie et est ordonné rabbin au Jewish Theological Seminary (JTS) de New York en 1902, le principal siège du mouvement massorti. Il commence à officier à la Kehillath Jeshrun, une synagogue orthodoxe de New York. Il est l'un des cocréateurs du mouvement Judaïsme orthodoxe moderne Young Israel avec le rabbin Israel Friedlander, est à la pointe de la création du concept de centre communautaire juif, et aide à fonder la Society for the Advancement of Judaism.
En 1909, le rabbin Mordecai Kaplan intègre l'équipe du JTS, où il un grand impact en enseignant aux étudiants rabbiniques pendant 50 ans. Son concept central du judaïsme en tant que civilisation religieuse est accepté après maintes difficultés au sein du judaïsme conservative, mais sa conception naturaliste du Divin est jugée inacceptable. Même au sein du JTS, il a des difficultés à faire accepter ses idées. En 1941, la JTS fait part de ses réticences vis-à-vis du rabbin Mordecai Kaplan en rédigeant une lettre unanime au professeur, exprimant le total mécontentement de l'institution vis-à-vis de The New Haggadah (la nouvelle Haggada) du Seder de Pessa'h. Quatre ans plus tard, les professeurs du JTS, Alexander Marx, Louis Ginzberg et Saul Lieberman écrivent une lettre publique au journal hébraïcophone Hadoar, où ils critiquent le livre de prières et la carrière entière du rabbin Mordecai Du fait de ses prises de position théologiques jugées de plus en plus « athéisantes », Mordecai Kaplan est jugé hérétique par Young Israel et le reste du judaïsme orthodoxe; son nom n'est plus mentionné dans les publications officielles comme l'un des fondateurs du mouvement. En 1945, l'Union of Orthodox Rabbis « se rassemble formellement pour l'excommunier du judaïsme. 
Le rabbin Mordecai Kaplan critique du judaïsme orthodoxe comme du judaïsme réformé, pense que la pratique du judaïsme doit être réconciliée avec la pensée moderne, une philosophie se reflétant dans son Sabbath Prayer Book. Ses différents disciples tentent de le persuader de quitter le judaïsme conservateur de façon formelle, mais il reste au JTS jusqu'à sa retraite en 1963. Finalement, en 1968, sa disciple la plus proche Ira Eisenstein le convainc de fonder le Reconstructionist Rabbinical College (RRC).

## Sa théologie
Les écrits de Mordecai Kaplan  sont influencées par les domaines de la philosophie, de la science et de l'histoire. Cette théologie naturaliste est considérée comme une variante de la philosophie de John Dewey. Une autre des influences de Mordecai Kaplan est Émile Durkheim, dont il reprend l'argument que notre expérience du sacré est fonction de la solidarité sociale.
En accord avec certains philosophes juifs du Moyen Âge, Mordecai Kaplan affirme que le Divin n'est pas personnel, et que les descriptions anthropomorphiques du Divin sont, au mieux, des métaphores imparfaites. Il va aussi plus loin, affirmant qu'Hachem est la somme de tous les processus naturels qui permettent aux humains de s'accomplir : « croire en Dieu signifie tenir pour acquis que c'est la destinée de l'homme de s'élever au-dessus de la brute et éliminer toutes les formes de violence et d'exploitation de la société humaine. »